# Podlesie (Nieskurzów Stary)
Podlesie – część wsi Nieskurzów Stary w Polsce, położona w województwie świętokrzyskim, w powiecie opatowskim, w  gminie Baćkowice.
W latach 1975–1998 Podlesie administracyjnie należało do województwa tarnobrzeskiego.